# Rezerwat przyrody Liski (powiat chełmski i hrubieszowski)
Liski – leśny rezerwat przyrody znajdujący się na terenie gmin Białopole (powiat chełmski) oraz Horodło (powiat hrubieszowski) w województwie lubelskim. Leży w granicach Strzeleckiego Parku Krajobrazowego, na terenie Nadleśnictwa Strzelce.
- powierzchnia (według aktu powołującego) – 93,37 ha[2]
- powierzchnia (dane nadesłane z nadleśnictwa) – 93,37 ha[4]
- rok utworzenia – 1978
- dokument powołujący – Zarządzenie Ministra Leśnictwa i Przemysłu Drzewnego z dnia 11 października 1978 roku w sprawie uznania za rezerwat przyrody (MP nr 33, poz. 126).
- cel ochrony (według aktu powołującego) – zachowanie drzewostanu dębowego oraz dębowo-sosnowego naturalnego pochodzenia.

W rezerwacie występują takie zbiorowiska roślinne jak: grąd typowy, grąd niski, las mieszany świeży oraz zbiorowisko zastępcze ze świerkiem. Oprócz dominujących w drzewostanie sosen i dębów szypułkowych, rosną tu też brzozy, graby i czereśnie. Podszyt tworzą leszczyna, bez koralowy i grab.
W runie występują następujące gatunki roślin objętych ochroną: kruszczyk szerokolistny, miodownik melisowaty, pluskwica europejska, lilia złotogłów, orlik pospolity, wawrzynek wilczełyko.